# California Bureau of Investigation
Il California Bureau of Investigation (CBI) è un'agenzia governativa di polizia statale della California.

## Funzioni
Il CBI può essere assegnato a discrezione del Procuratore generale della California, svolge indagini su suolo pubblico per incidenti che si verificano al di fuori delle giurisdizioni locali, oppure può essere richiesto dall'autorità locale per vari motivi (per esempio: aree troppo piccole per avere locali investigatori o coordinamento intergiurisdizionale di reati gravi). Il CBI gestisce anche diversi programmi, tra cui una squadra investigativa speciale (SIT) che gestisce indagini di alto profilo e richieste investigative speciali dall'ufficio del procuratore generale, un'unità per le operazioni speciali (SOU) che prende di mira sospetti di omicidio e gruppi criminali violenti con attrezzature/risorse speciali, una squadra per la tratta di esseri umani, una squadra di predatori sessuali e aggressioni (SPAT), un'unità per i crimini elettronici (ECU), una task force per il recupero delle tasse e l'applicazione della criminalità (TRACE), una squadra per le frodi di riciclaggio (RFT), un centro di smistamento delle operazioni di intelligence, del centro di conflitto per le forze dell'ordine (LA CLEAR) e il programma statale antiterrorismo. Il CBI gestisce e/o partecipa anche a molte altre task force statali e federali di grande successo.

## Cultura di massa
È presente nella serie televisiva The Mentalist.